# Jorge Ragal Galdames

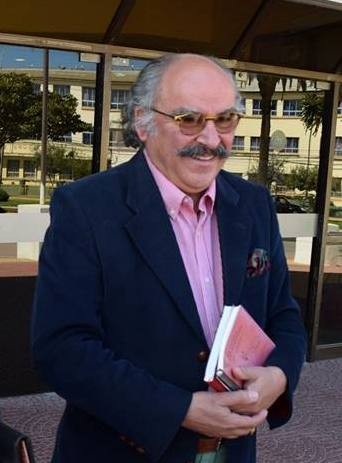
Poeta chileno Jorge Ragal en 2018

Jorge Ragal Galdames (Santiago, 7 de abril de 1954) es un poeta, comunicador y editor literario.
Ha publicado diversos libros de poesía y fue Presidente del PEN Club de Chile en el período 2016-2021.

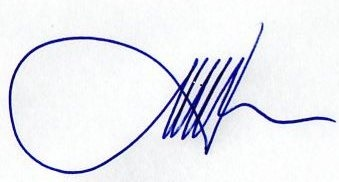
Firma de puño del poeta Jorge Ragal

## Biografía y trayectoria literaria
Jorge Ragal comenzó a escribir a los quince años en una casa llena de libros. Su vecino el poeta Jaime Gómez Rogers lo introduce al universo literario de los famosos poetas malditos franceses. Otro vecino, el filósofo Claudio Durán Vidal, le regala el libro “Altazor” que lo acerca al imaginario de Vicente Huidobro. En su juventud lo impacta “Obra Gruesa” de Nicanor Parra y disfruta ese lenguaje cotidiano, irónico y lúdico. Hay quienes pretenden encasillar a Ragal en el mundo de la antipoesía.

En el ambiente literario del Campus Oriente de la Universidad Católica, donde estudia Literatura, Comunicaciones y Estética convive con los poetas Teresa Calderón, Natasha Valdés, Erick Pohlhammer y Cristián Warnken.

El año 1976 participa de la formación de la Unión de Escritores Jóvenes (UEJ) junto a Armando Rubio, Bárbara Délano, Antonio Gil, Francisco Zañartu, Ricardo Willson, Pablo Poblete, Paula Edwards, Cecilia Atria y Marcela Valdivieso, entre otros y otras. En el mismo tiempo dirige la revista de la resistencia contra la dictadura militar llamada “Primera Línea” de la Unión de Jóvenes Democráticos (UJD).

El año 1985 publica su primer libro de poesía “Chicles Calientes” bajo el sello de la Editorial Granizo de Eduardo Yentzen y Paulina Elissetche. Paralelamente se dedica a organizar y producir ferias, congresos y eventos.

Participa el año 1990 en la primera versión de la Feria del Libro de Santiago en el recién inaugurado Centro Cultural Estación Mapocho. En 1992 dicta en la Universidad Arcis un Diplomado en Gestión Cultural con Arturo Navarro y José Sanfuentes.

El año 2013 se integra al PEN Club de Chile que dirigían en aquella época Aileen L’Huillier y Blanca del Río. Asume la Secretaría en 2015 y la Presidencia entre los años 2016 y 2020. Durante ese periodo comparte el directorio con Antonio Skármeta y Carlos Franz entre otros. Bajo su mandato se realizan recitales, concursos y se publican antologías literarias. Asiste en 2019 al Congreso de los Centros de PEN América en Buenos Aires. El año 2021 es nombrado Presidente Emérito de la corporación cultural.

Entre tanto, Jorge Ragal, desarrolla una activa vida literaria publicando ocho libros de poesía entre 1985 y 2021. Se adjudica los Fondos del Libro con los poemarios “El hombre de dos cabezas”, “Dios te Amará” y “Usted no pertenece a este mundo”. También realiza el Taller Literario “La Reina” y escribe regularmente en los portales: penchile, lamiradasemanal y sitiocero.

## Publicaciones
“Chicles Calientes” (1984)
“El hombre se escribe” (2013)
“Dios te Amará” (2014)

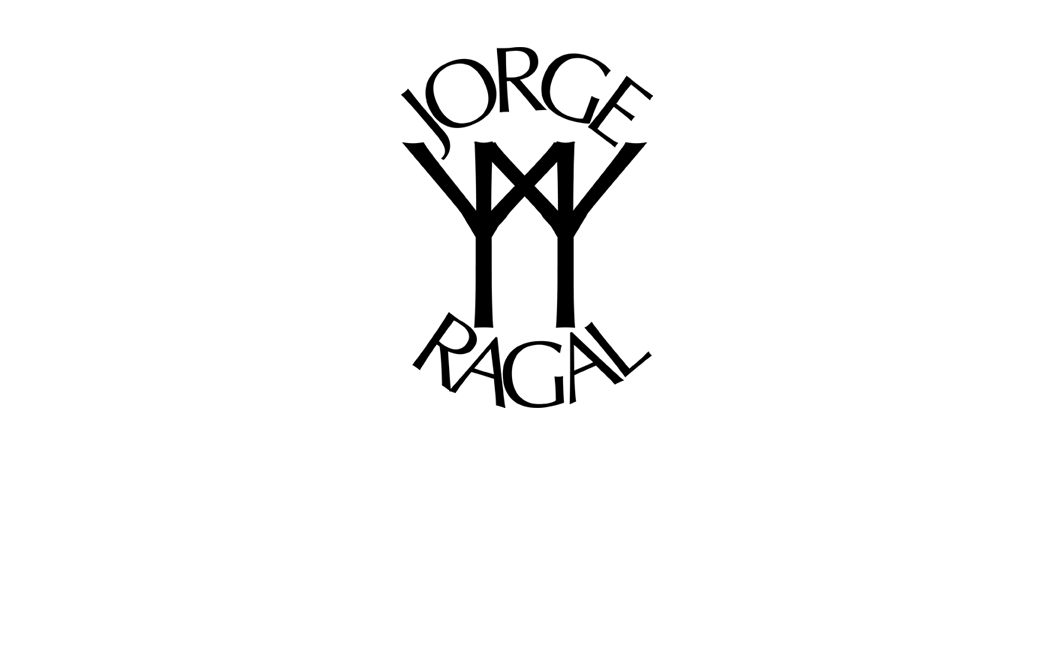
Logotipo del poeta Jorge Ragal

“Usted no pertenece a este mundo” (2015)
“La tierra no es redonda” (2016)
“El hombre de dos cabezas” (2017)
“Un bello mapa” (2028)
“Perfecta Pasión” (2019)
“Los cinco puntos cardinales” (2020)

### Antologías
“En el ojo del huracán” (1991)
“Álbum de la Nueva Poesía Chilena en Bolivia” (1994)
“Antologìa de Poesía Chilena” (2018)
“Antología Poética “Resistir” de PEN Francia (2019)
“Antología de Poesía por la Paz”, Francia (2019)
“Antología Literaria de PEN Chile” (2019)
“Antología Tiempos Turbulentos de PEN Chile” (2020)
“Antología Literaria Wurlitzer” (2019)
“Antología Literaria Brighton” (2020)

## Enlaces
www.penchile.cl/blog
www.pen-international.org
https://lamiradasemanal.cl/
https://www.youtube.com/watch?v=D92w5cfNM2E
https://sitiocero.net/2017/06/coraje-de-los-jovenes-poetas-generacion-post-golpe-73-79/